# Renan Cardoso

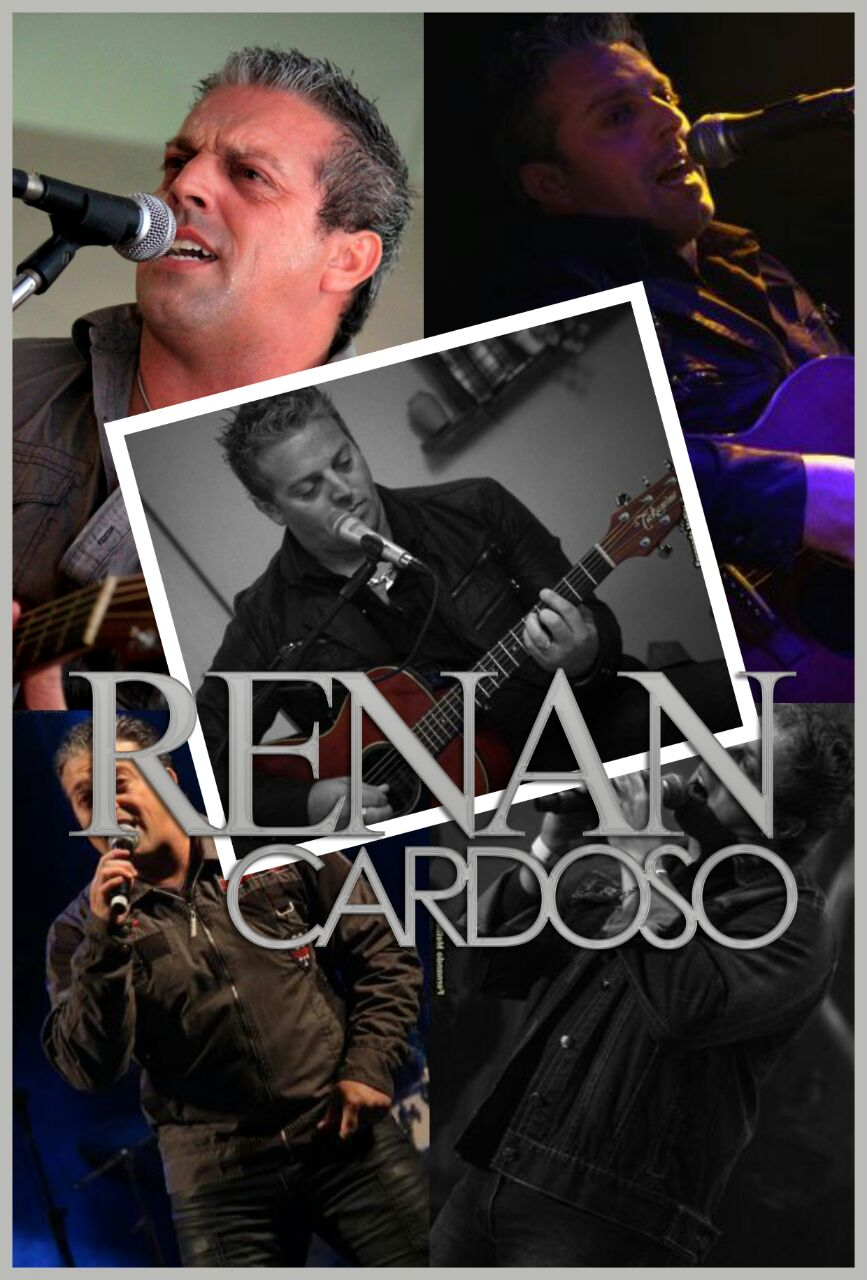
Cantor

Vinicius Eduardo Cardoso ( Araras, 08 de maio de 1976 ), mais conhecido como Renan Cardoso, é um cantor, compositor e instrumentista. Ficou conhecido por fazer parte da dupla sertaneja Willian e Renan.
- Biografia e Carreira

Nascido no município de Araras, estado de São Paulo, Vinicius Eduardo Cardoso teve desde criança a influência da música sertaneja. Cantor por natureza, logo aos três anos, já mostrava o dom que fez com que sua professora do maternal percebesse que Vinicius teria um futuro artístico, pois mesmo sem falar direito, já era afinado, e conseguia cantar no compasso da melodia.
Aos 7 anos de idade, ganhou seu primeiro violão num festival de música promovido pela Rádio Clube de Araras, no qual fez seus primeiros acordes, e aos 9 anos, começou a fazer apresentações em festas e comemorações. Aos 14 anos, formou uma dupla com Sérgio Luís e seguiram morar em Curitiba - PR onde gravou seu primeiro LP em 1991. Logo, a dupla se desfez e num festival de música em Curitiba, Vinicius conhece Valmor, formando assim,  a dupla Willian e Renan. Durante alguns anos fazem shows em campanhas políticas e casas noturnas de Curitiba e região. Em 1997, gravam seu primeiro CD. Em 2001, a dupla decide buscar novos horizontes na cidade de São Paulo. Em 2005, lançam já o quinto CD da carreira, intitulado " Amor de praia" lançado na casa de shows Olympia na capital paulista, fazendo com que no mesmo ano, recebem o convite para participar das comemorações dos 50 anos do Rodeio de Barretos. Em 2006, a dupla retorna ao Paraná, atuando também como apresentadores de um programa de tv no canal 9 mantido pelo Governo do Estado até 2010. No mesmo ano, em comemoração do término do belo projeto realizado na tv, gravam um DVD memorável com tecnologia de última geração.
Em setembro de 2014 a dupla se desfaz e Renan segue em carreira solo como Renan Cardoso.
Em setembro de 2015, lança seu primeiro EP com sete canções autorais.

Fontes: www.eventosv3.com.br
www.facebook.com/v3eventos
1. ↑  http://www.eventosv3.com.br